# 1929 في تركيا
فيما يلي قوائم الأحداث التي وقعت خلال عام 1929 في تركيا.

## البرلمان
- برلمان تركيا الثالث

## في المنصب
- الرئيس – كمال أتاتورك
- رئيس الوزراء – عصمت إينونو

## الحزب الحاكم وحزب المعارضة الرئيسي
- الحزب الحاكم – حزب الشعب الجمهوري

## مجلس الوزراء
- حكومة أينونو الرابعة

## الأحداث
- 21 كانون الثاني / يناير – حريق كبير في اسطنبول
- 23 نيسان / أبريل – بمناسبة افتتاح البرلمان التركي تأسيس يوم الطفل.
- 1 تموز / يوليو – أول خط هاتف بين أنقرة وإسطنبول
- 11 تشرين الأول / أكتوبر – اكتمال الطراد التركي الحربي ياووز
- 25 تشرين الأول / أكتوبر – أول الدولية البريد الجوي (بين إسطنبول وبرلين)

## مواليد
- 24 تموز / يوليو – جولريز سروري، ممثلة وكاتبة

## وفيات
- 1 كانون الثاني / يناير – مصطفى نجاتي (ولد في 1894) وزير التربية والتعليم.
- 15 أيلول / سبتمبر – فهيمة سلطان (ولدت في 1875) الأميرة العثمانية

## معرض صور

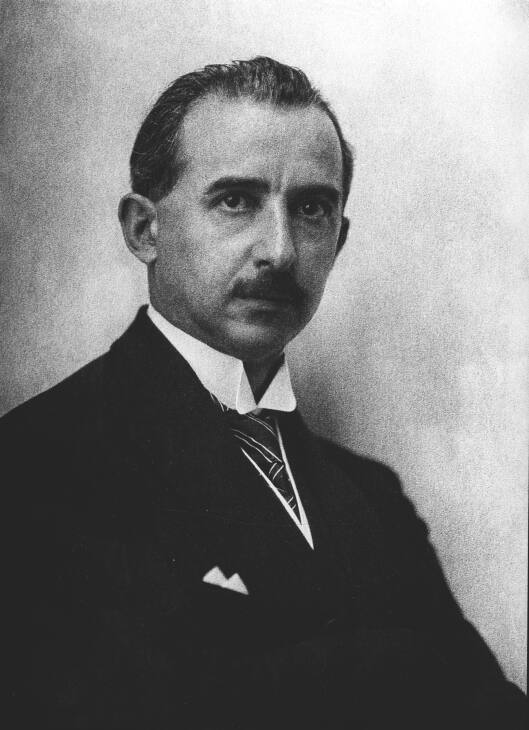
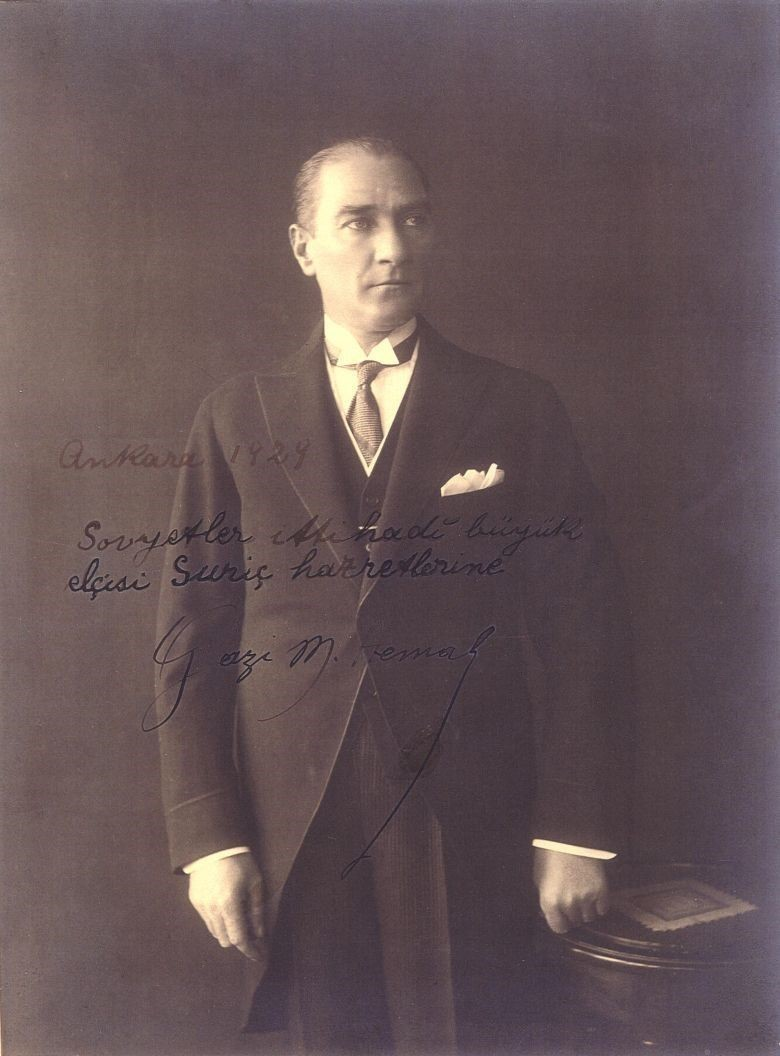
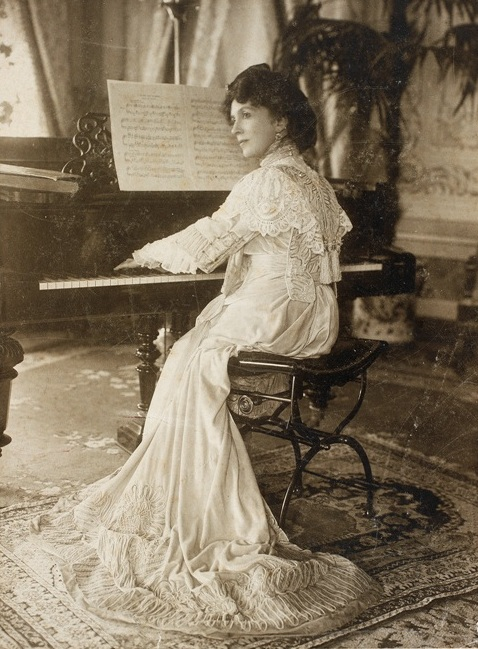
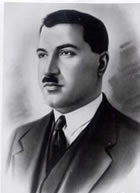